# Carabinieri in Etiopia
I carabinieri in Etiopia ebbero un ruolo nel colonialismo italiano in Etiopia avvenuta nella primavera del 1936. Operarono al comando del colonnello Azzolino Hazon, e parteciparono a diversi scontri, come la seconda battaglia dell'Ogaden.
A questo scopo nel tempo si organizzarono in un comando superiore ad Addis Abeba e sei gruppi dipendenti (Addis Abeba, Gondar, Gimma, Harrar, Asmara e Mogadiscio), ciascuno articolato su quattro compagnie. Si istituì anche una scuola allievi per formare le reclute indigene. Una volta messa a regime la struttura, i carabinieri potevano così contare mediamente su 100 ufficiali, 750 sottufficiali, 1000 carabinieri e 3500 indigeni.
La loro prima operazione si svolse nei giorni immediatamente successivi alla conquista della stessa Addis Abeba con l'arresto di 606 colpevoli di omicidi o ferimenti gravi su 651 fatti di sangue denunciati ed 825 colpevoli di altri reati gravi. Altri 477 furono denunciati.
Nei mesi successivi furono molto impegnati anche nel contrasto alla resistenza anti-coloniale con innumerevoli sequestri di armi. In questo fu prezioso il contributo offerto da un efficiente servizio di controspionaggio istituito immediatamente.

Ad esempio, nel solo giugno del 1936 in un'unica operazione furono controllati 1845 sospetti, arrestandone 154 e sequestrando 300 tra mitragliatrici, fucili mitragliatori, 10.000 fucili e 30q di munizioni.
Dopo la sconfitta degli italiani nel 1941 da parte degli inglesi con la caduta della piazzaforte di Gondar (27 novembre), più di un carabiniere partecipò attivamente (insieme a numerosi civili e militari) al movimento di resistenza anti-britannico.